# Pod transbordor

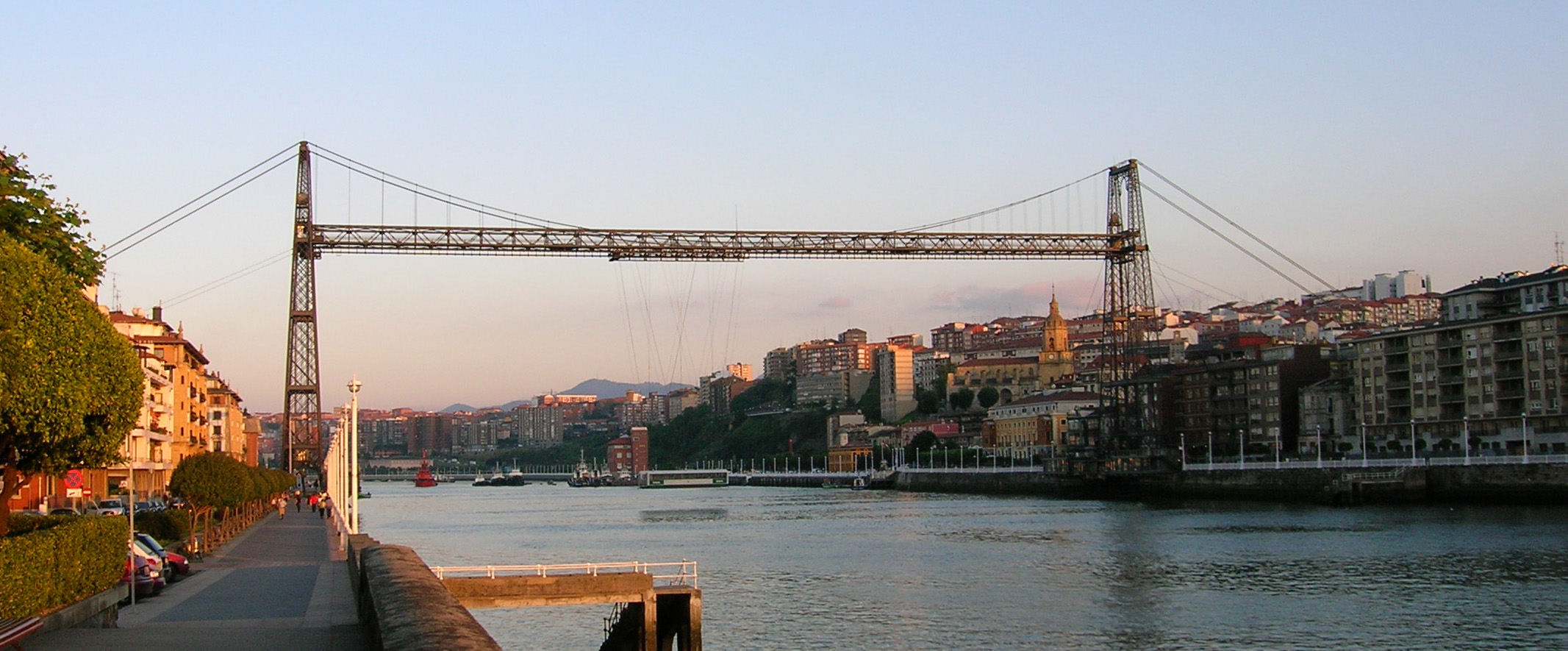
Puente de Vizcaya (Podul Biscaia) (1893), primul pod transbordor din lume, este încă în uz. Este înscris pe Lista Patrimoniului Mondial.

Un pod transbordor este o platformă suspendată, prin cabluri, servind la traversarea peste un curs de apă (un port, un canal sau un râu), pentru a transporta vehicule și oameni de pe un mal pe altul într-o nacelă (sau transbordor) suspendată de un cărucior care rulează sub grinda podului. Tracțiunea, prin cablu comandat de la mal, era asigurată inițial de un motor cu abur și apoi, foarte repede a fost înlocuit de un motor electric.

## Avantaje
Un pod transbordor poate funcționa și atunci când există gheață sau maree scăzută și utilizează mai puțină energie decât un feribot. Este mai ieftin de construit decât un pod pentru vehicule cu același gabarit structural, pentru traficul naval. Primul pod transportator a fost proiectat de arhitectul și inginerul Alberto Palacio, care l-a construit împreună cu inginerul Ferdinand Arnodin. Ambii sunt considerați a fi inventatorii lor.

## Exemple de poduri transbordoare
Din cele 20 de poduri transbordoare originale din întreaga lume, opt sunt încă conservate:
- Argentina

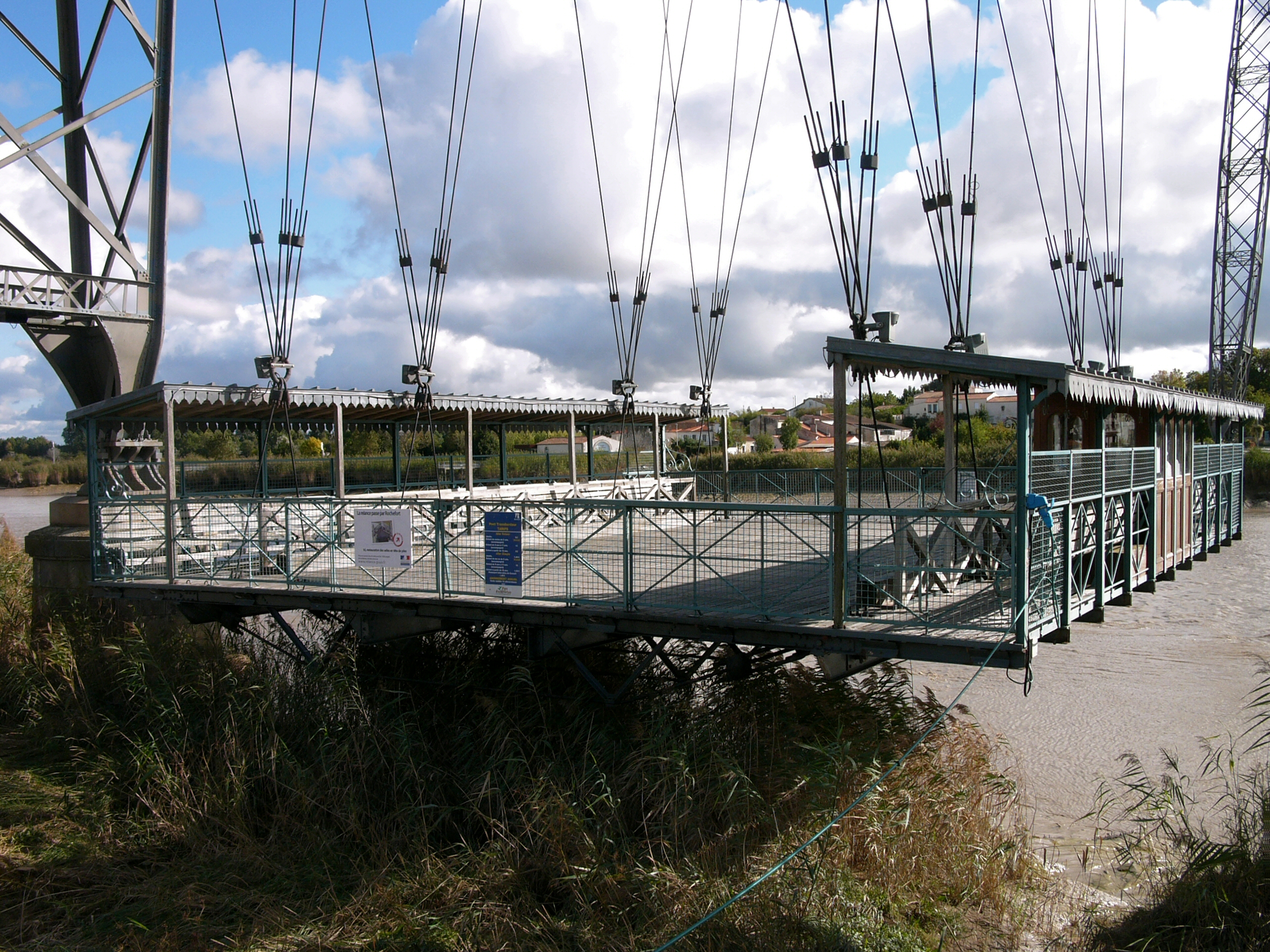
Podul transbordor din Rochefort (nacela)

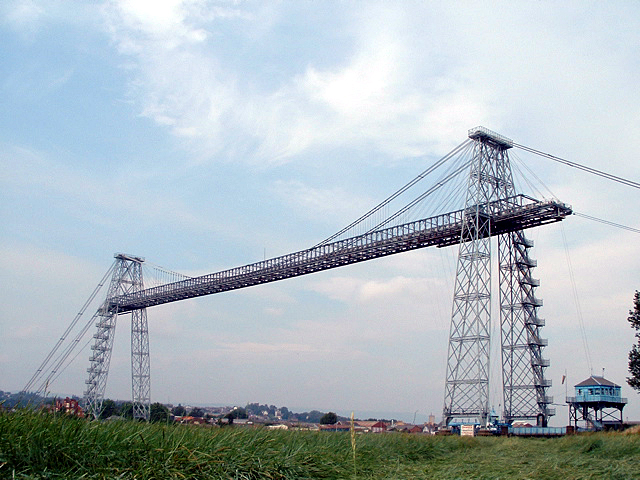
Podul transbordor Newport

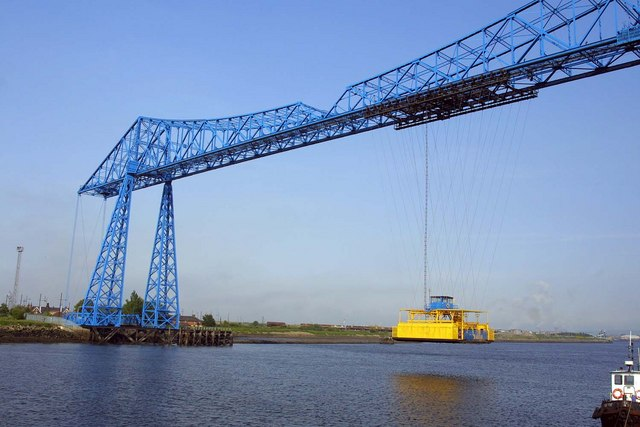
Podul transbordor Middlesbrough

  - Puente Transbordador „Nicolás Avellaneda“ traversează din data de 31 mai 1914 Riachuelo între La Boca în Buenos Aires și Avellaneda.
  - Puente Nicolás Avellaneda, un pod ridicător cu o telegondolă,  traversează Riachuelo în imediata apropiere a Puente Transbordador „Nicolás Avellaneda“.

- Germania
  - Podul transbordor Osten–Hemmoor, care a intrat în funcțiune în 1909 și este cel mai vechi din Germania, circulă între Osten și Hemmoor și traversează râul Oste.
  - podul transbordor Rendsburg, traversează Canalul Kiel, leagă Osterrönfeld și Rendsburg. A fost dat în funcțiune la 2 decembrie 1913 și pendulează în ritm de 15 minute. Din cauza unei coliziuni cu o navă comercială, a fost scos din folosință între 8 ianuarie 2016 și 4 martie 2022 când a fost înlocuit cu unul nou construit. Spre deosebire de majoritatea celorlalte poduri transbordoare, podul transbordor Rendsburg nu folosește propria grindă de susținere, ci este suspendat sub podul feroviar înalt Rendsburg.

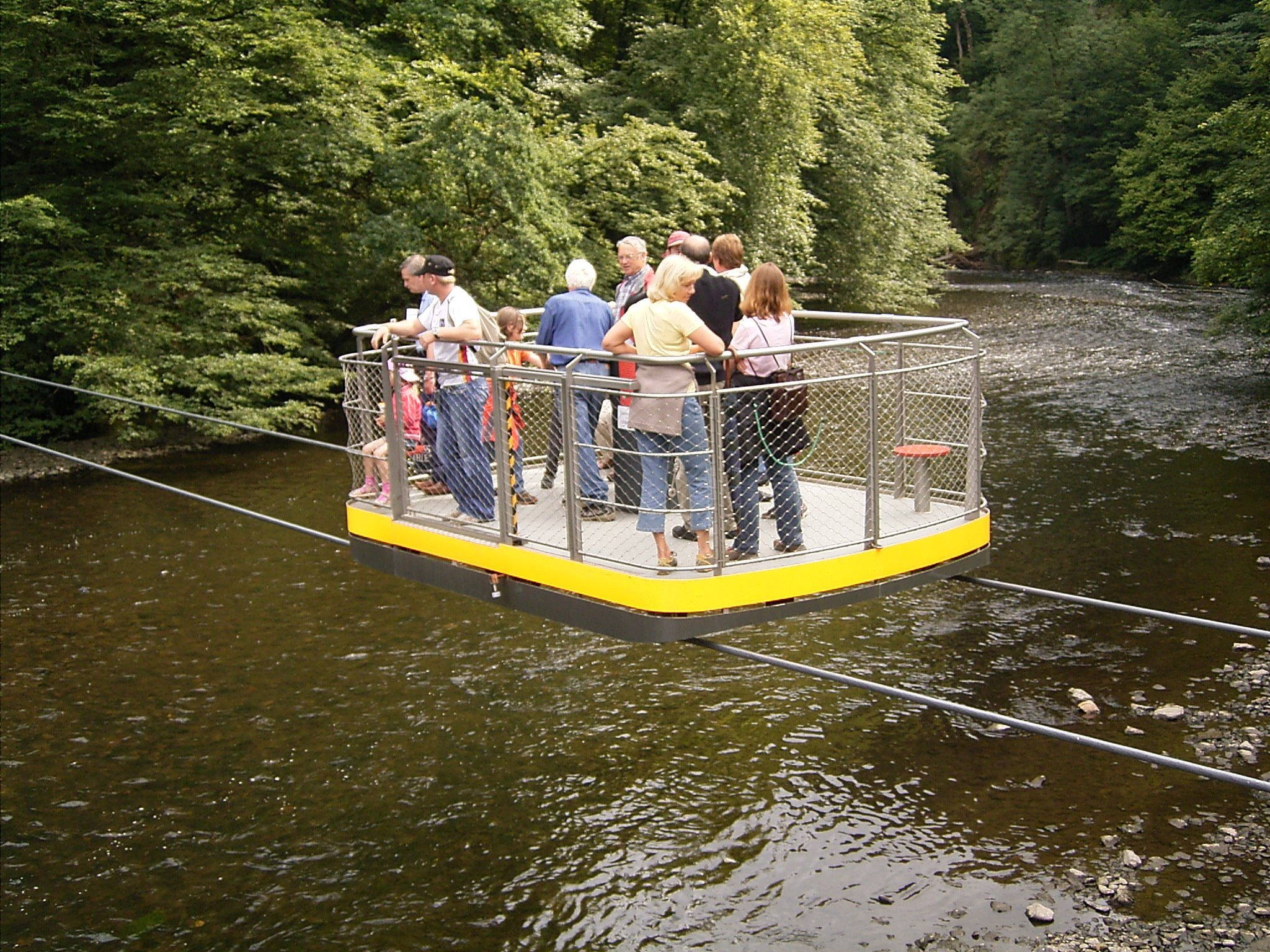
Podul transbordor lângă podul feroviar Müngsten peste Wupper este o telegondolă.
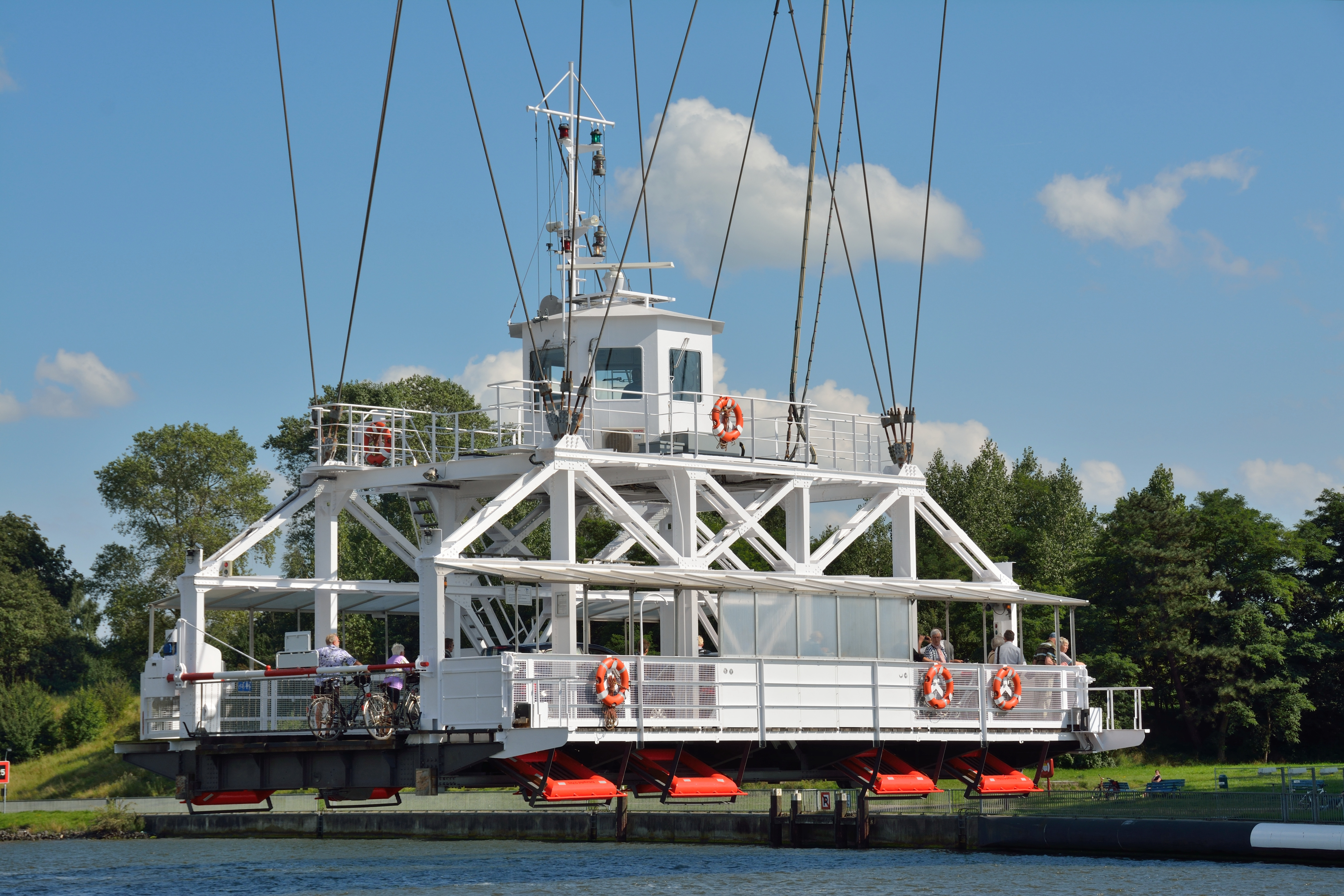
Podul transbordor peste Canalul Kiel (Germania)
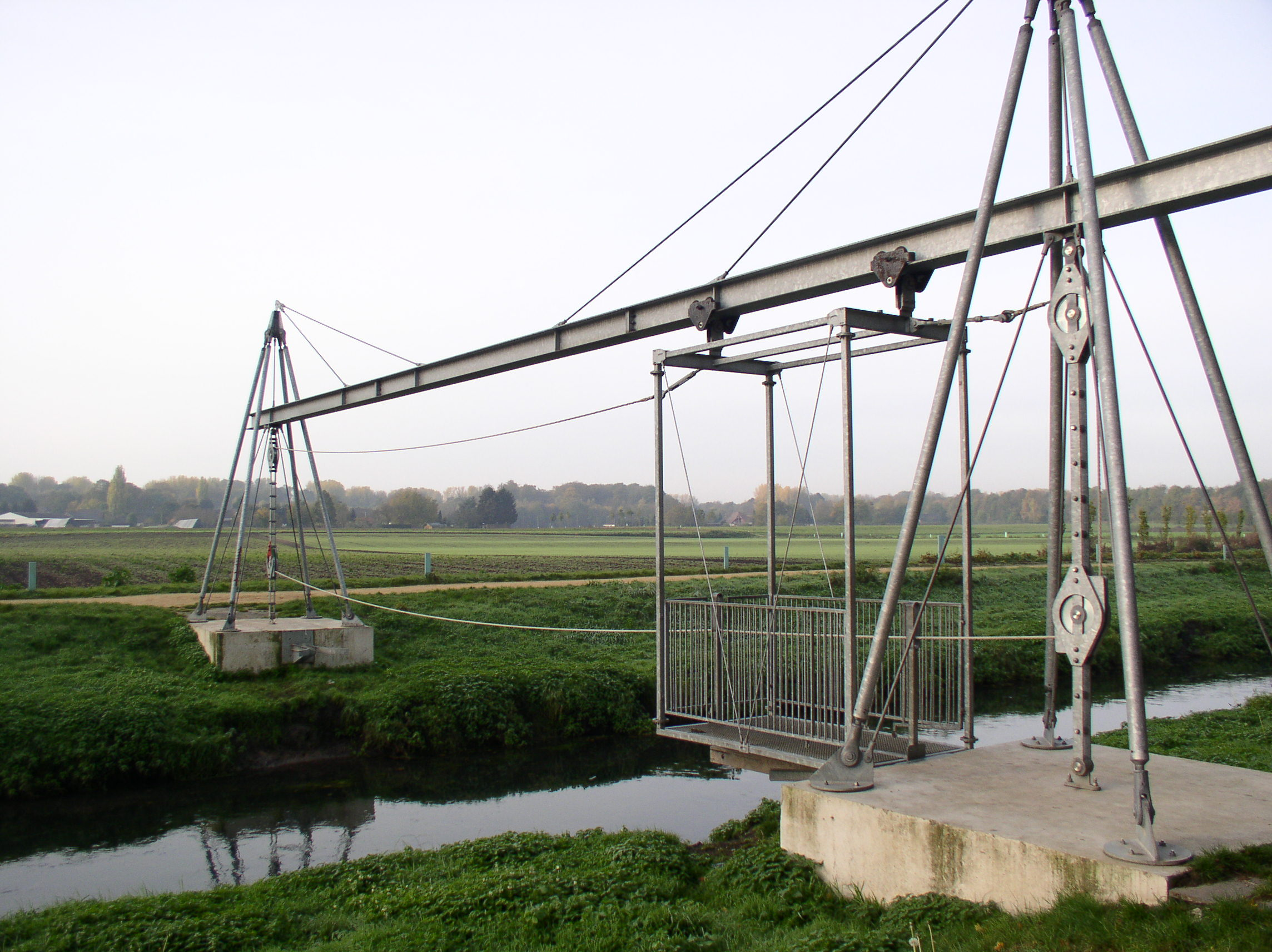
Podul experimental Euroga din Donk (Mönchengladbach): nacelă suspendată, acţionată manual peste Niers
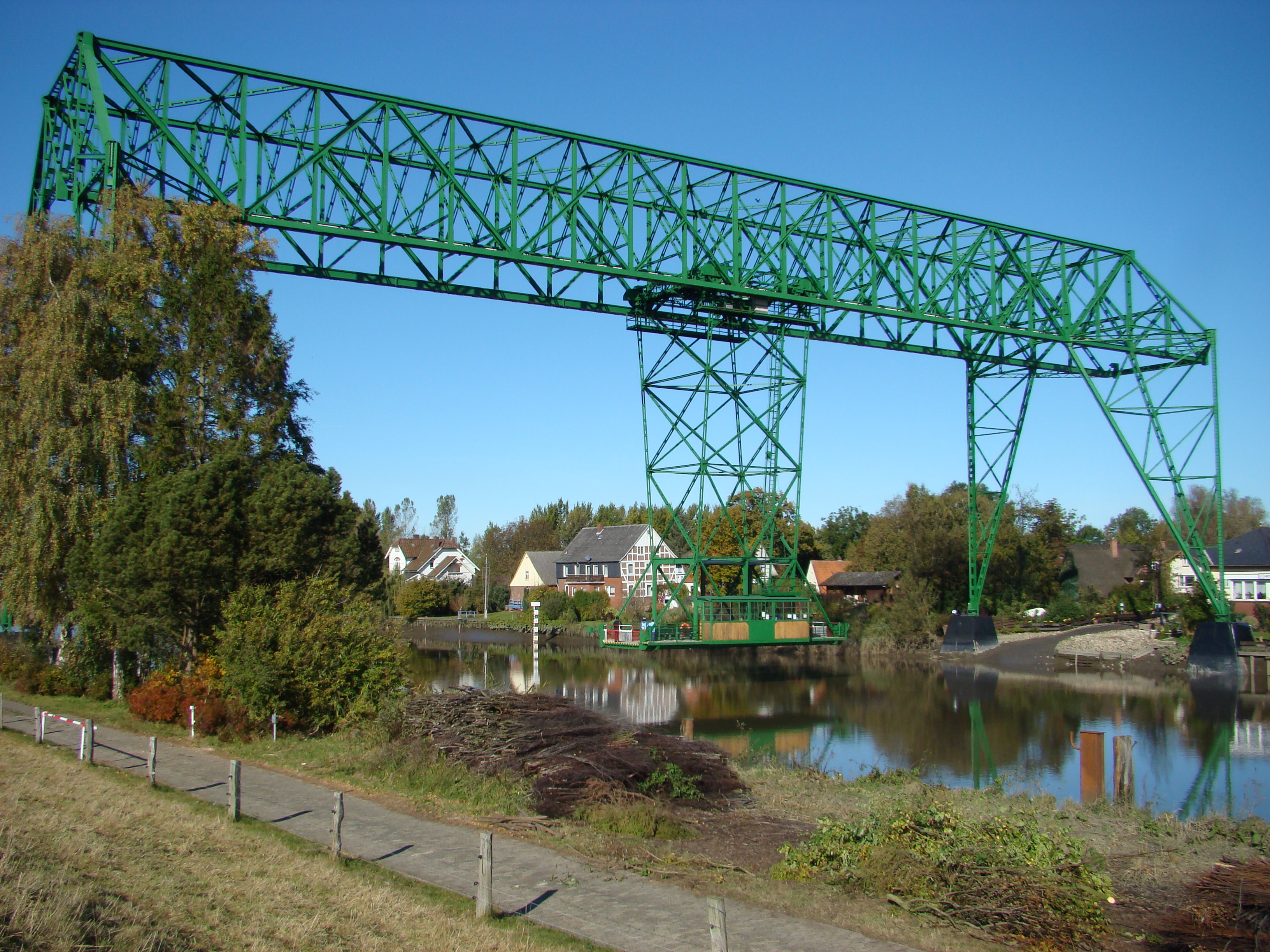
Podul transbordor East – Hemmoor în funcțiune.

- Franța
  - Podul transbordor din Rochefort traversează din 1900 râul Charente între Rochefort și Échillais.

- Marea Britanie

  - Podul transbordor Newport peste Râul Usk, deschis la 12 septembrie 1906
  - Podul transbordor Middlesbrough peste Tees care leagă Middlesbrough de Port Clarence deschis la 17 octombrie 1911
  - Podul transbordor Warrington a traversat râul Mersey din 1915, dar a fost dezafectat în 1964. Este ultimul dintre cele trei poduri suspendate care au traversat inițial Mersey.

- Spania
  - Puente de Vizcaya traversează între Portugalete și Getxo revărsarea râului Nervión în Golful Biscaya. Deschis în 1893, este cel mai vechi pod suspendat existent. Din 2006 este Patrimoniul mondial al UNESCO.

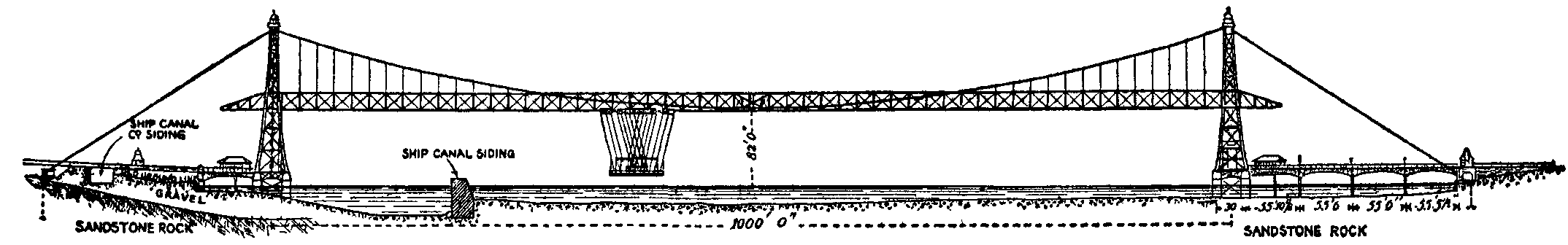
Fostul pod transbordor Runcorn-Widnes, Anglia